# Idume decolora
Idume decolora är en insektsart som beskrevs av Medler 1999. Idume decolora ingår i släktet Idume och familjen Flatidae. Inga underarter finns listade i Catalogue of Life.